# Kassari
Kassari je jeden z estonských ostrovů v Baltském moři. Nachází se na severozápadním okraji Průlivového moře, těsně u pobřeží ostrova Hiiumaa. Zeměpisné souřadnice středu ostrova jsou 58° 47' 22" severní šířky a 22° 49' 52" východní délky.